# Acalolepta marianarum
Acalolepta marianarum (лат.) — вид жуков-усачей из подсемейства ламиин. Распространён на Марианских островах.

## Описание
Жуки длиной тела от 14,5 до 29 мм.

## Экология
Самки откладывают яйца по одиночке в полости в выгрызенные в стебле. Кормовыми растениями личинок являются какао, мангифера индийская, хлебное дерево и Cycas micronesica. Личинки желтоватой окраски с чёрной головой образуют проделывают ходы в стеблях, забивая их буровой мукой. Окукливание происходит внутри растения. Повреждаются при этом только на уже ослабленные деревья.